# Liox
 (décembre 2014).
Si vous disposez d'ouvrages ou d'articles de référence ou si vous connaissez des sites web de qualité traitant du thème abordé ici, merci de compléter l'article en donnant les références utiles à sa vérifiabilité et en les liant à la section « Notes et références ».
Liox est un graphiste et peintre.
Formé à la célèbre École d'Arts Graphiques Corvisart, il a aussi intégré l'héritage pictural venant de grands artistes tels que Keith Haring, Jean-Michel Basquiat et Andy Warhol.
Mais son trait caractéristique, est au service d'un concept très précis : « J'aime un occident, ou le sacré, le sexe et la morale sont trois moteurs d'âme dissociés. Ou la femme, le handicapé, le fort, le faible, les humains, tous les humains, évoluent dans un monde qui ne les réduit ni ne les oublie » dit-il. Aussi sa peinture aborde ces trois thématiques avec une liberté absolue.
En 1983, Liox débute par une longue série d'illustrations de livres d'enfant (dont un écrit par l'artiste), continue l'année suivante dans la presse adulte pour également se consacrer à la peinture. Liox a principalement exposé au Musée de São Paulo (Brésil), au Musée de la Poste, au Centre d'Art Contemporain de Rueil-Malmaison, à la Fondation 3 SUISSES et à la galerie Caroline Corre. 
En octobre 2007 Liox expose, à la mairie de Paris du 4e lors de la Nuit Blanche, deux mille sept dessins originaux, uniques, signés et représentant le symbole républicain : Marianne. Ces dessins sont pendus à des cordes toute la nuit et offerts à chaque visiteur, qui peut décrocher son œuvre, sa Marianne.